# Пойковский
Пойковский — городское поселение в Нефтеюганском районе Ханты-Мансийского автономного округа России.

## Название
Название происходит от близлежащей реки Пойк.

## География
Расположен примерно в 55 км от Нефтеюганска.

## История
Основан в 1964 году на месте нефтяного месторождения как вахтовый посёлок Мушкино. Современное наименование носит с 1967 года.
Статус посёлка городского типа — с 1968 года.
Статус городского поселения — с 2006 года.
С 2000 года при содействии известного шахматиста, 12-го чемпиона мира по шахматам, Анатолия Карпова проводится крупнейший в России шахматный турнир.
С 2012 года в поселении проводится Международный турнир по вольной борьбе на приз Владимира Семёнова.

## Население
| 1970    | 1979    | 1989    | 2002    | 2008    | 2009    | 2010    |
| ------- | ------- | ------- | ------- | ------- | ------- | ------- |
| 2875    | ↗6448   | ↗14 901 | ↗27 540 | ↗29 764 | ↗29 894 | ↘25 594 |
| 2012    | 2013    | 2014    | 2015    | 2016    | 2017    | 2018    |
| ↗25 872 | ↗26 021 | ↘26 008 | ↗26 168 | ↗26 284 | ↗26 436 | ↘26 364 |
| 2019    | 2020    | 2021    |         |         |         |         |
| ↘26 163 | ↗26 328 | ↘24 440 |         |         |         |         |

Основное занятие жителей посёлка — добыча нефти и газа.
Численность населения по состоянию на 01.01.2008г
| № | состав населения                                            | кол-во жителей (чел.) |
| - | ----------------------------------------------------------- | --------------------- |
| 1 | дошкольного возраста (до семи лет)                          | 2332                  |
| 2 | школьники (от семи до семнадцати лет)                       | 3913                  |
| 3 | молодежь (до тридцати лет)                                  | 7038                  |
| 4 | среднего возраста (от тридцати лет до пенсионного возраста) | 11194                 |
| 5 | пенсионного возраста                                        | 5287                  |
| 6 | Численность населения всего:                                | 29764                 |

## Транспорт
В Пойковском работает три внутрипоселковых автобусных маршрута. Перевозчик — автоколонна НРМУ «ТТП» (Нефтеюганск).
- 1 «Кафе „Город“ — СУ905»;
- 2 «Кафе „Город“ — парк „Коржавино“»;
- 3 «СУ-905 — Баня».

Работают автобусы МАЗ-103, МАЗ-104, МАЗ-206, ПАЗ-3237.